# Зейн, Али Ламин
Али Махаман Ламин Зейн (фр. Ali Mahamane Lamine Zeine; род. 1965, Зиндер, Нигер) — нигерский государственный и политический деятель, экономист. Занимал должность министра экономики и финансов Нигера с 24 октября 2003 по 18 февраля 2010 года. 8 августа 2023 года был назначен военной хунтой премьер-министром Нигера.

## Биография
Али Ламин Зейн родился в 1965 году и окончил Центр финансовых, экономических и банковских исследований в Марселе и Университет Париж 1 Пантеон-Сорбонна. Работал постоянным представителем Африканского банка развития в Чаде, Кот-д’Ивуаре и Габоне.
После работы директором кабинета президента Мамаду Танджи, Зейн был назначен в правительство министром экономики и финансов 24 октября 2003 года.
После того, как редактор газеты Бусада Бен Али заявил, что Зейн украл деньги, которые были частью нефтяного контракта между Нигером и Китайской Народной Республикой, Бен Али был арестован 23 января 2009 года и приговорён к трём месяцам тюремного заключения за распространение ложной информации.
Президент Танджа был свергнут в результате военного переворота 18 февраля 2010 года, а его правительство было распущено. Как один из ключевых соратников Танджи, Зейн был одним из трёх министров, которые не были сразу освобождены из-под домашнего ареста в первые дни после переворота. По словам одного из лидеров хунты, полковника Джибриллы Хамиду Химы, министры, «всё ещё находящиеся под наблюдением, имели очень секретные портфели, и поэтому необходимо было обеспечить их безопасность». Партия «Национальное движение за общество развития» призвала к освобождению Зейна, Танджи и других.